# Didynamipus sjostedti
Genre
Espèce
Statut de conservation UICN

 VU B1ab(iii) : Vulnérable
Synonymes
- Atelophryne minutus Boulenger, 1906 "1905"

Didynamipus sjostedti, unique représentant du genre Didynamipus, est une espèce d'amphibiens de la famille des Bufonidae.

## Répartition
Cette espèce se rencontre entre 200 et 1 250 m d'altitude :
- au Cameroun, dans la province du Sud-Ouest ;
- en Guinée équatoriale sur l'île de Bioko ;
- au Nigeria, dans l'État de Cross River.

## Étymologie
Cette espèce est nommée en l'honneur de Bror Yngve Sjöstedt.

## Publication originale
- Andersson, 1903 : Neue Batrachier aus Kamerun, von den Herren Dr. Y. Sjöstedt und Dr. R. Jungner gesammelt. Verhandlungen des Zoologisch-Botanischen Vereins in Wien, vol. 53, p. 141-145 (texte intégral).